# Wes Burden
Wes Burden é um músico contemporâneo de Jazz do Nordeste da Costa do Pacífico dos Estados Unidos.
Burden traz nova profundidade e energia ao cenário contemporâneo de jazz já estabelecido. Suas composições originais focam na interação cheia de soul entre o saxofone, a guitarra acústica e o teclado, abrangendo das baladas emocionais tocantes para as batidas com muita energia. Os admiradores de Burden descrevem sua música sendo relaxante e meditativa, mas também romântica e divertida.
Wes Burden toca em festivais de vinho e de jazz, concertos ao ar livre, cruzeiros fluviais e festas particulares. Sua música recebe generosa atenção em estações de rádio de jazz no Nordeste Americano.

## Discografia
- Wes Burden (1995)

1. "Through the Rain"
2. "Reminisque"
3. "Makes Me Smile"
4. "Soft and Tender"
5. "Hide and Seek"
6. "No Turning Back"
7. "Fields of Gold"
8. "Island Dream"

- Brave New World (1998)

1. "Flow" - 5:31
2. "Easy on Me" - 4:30
3. "Mirror" - 4:14
4. "Step by Step" - 4:54
5. "Brave New World" - 4:52
6. "Voices from the Past" - 5:30
7. "Conversations" - 4:55
8. "Sailing" (Christopher Cross) - 4:59
9. "Walk with Her" - 3:57
10. "Promise" - 4:05

- A Christmas Journey (1999)

1. "God Rest Ye Merry Gentlemen"
2. "Angels We Have Heard On High"
3. "Santa Claus Is Coming To Town"
4. "The First Nöel"
5. "O Come, O Come Immanuel"
6. "What Child Is This"
7. "We Three Kings"
8. "The Christmas Song"
9. "Little Drummer Boy"
10. "Silent Night"

- Sunshine (2001)

1. "Morning Has Broken"
2. "Longer Than"
3. "Somewhere Over the Rainbow"
4. "Sunshine On My Shoulders"
5. "I Can See Clearly Now"
6. "If"
7. "Wayfaring Stranger"
8. "Variation On Pachelbel's Canon"
9. "Open Letter"

Todas as músicas em Brave New World escritas, arranjadas e produzidas por  Wes Burden à exceção de "Sailing", escrita por Christopher Cross.

## Equipe
- Wes Burden - soprano, alto sax, produtor
- Tim Ellis - guitarra, mandolin
- Phil Baker - baixo
- Michael Snyder - hats, cymbals, shakers